# Mel Owens
Mel Tyrae Owens (Detroit, 7 dicembre 1958) è un ex giocatore di football americano statunitense che ha militato nel ruolo di linebacker nella National Football League (NFL).

## Carriera
Al college Owens giocò a football a Michigan. Fu scelto come nono assoluto nel Draft NFL 1981 dai Los Angeles Rams. Dopo un breve sciopero firmò con la squadra sul finire del luglio 1981 il primo di una serie di contratti triennali.
Nelle prime due stagioni giocò principalmente negli special team. Disputò la prima gara come titolare nella terzultima partita della stagione 1982 contro i Los Angeles Raiders, mettendo a segno 10 tackle prima di lasciare la gara per un problema a un ginocchio. Tale infortunio gli fece saltare le ultime due gare della stagione. Owens divenne titolare a tempo pieno nel 1983, quando i Rams passarono a una difesa 3-4. Quell'anno si piazzò quinto nella squadra con 83 placcaggi, oltre a 4 sack. Nel 1984 fu terzo in tackle con 79, oltre a 3,5 sack, un intercetto, 3 fumble recuperati e uno forzato. Nel 1985 fu sesto in tackle con 68 (5 con perdita di yard) e terzo con 9 sack. Nel 1986 fu menzione onorevole All-Pro dall'Associated Press, con la difesa dei Rams che fu tra le prime cinque della lega per il secondo anno consecutivo. Nel terzo turno della stagione 1986, Owens fu premiato come miglior difensore della NFC della settimana.
Owens partì come titolare in ogni gara tra il 1983 e 1987 (tranne quelle che coinvolsero lo sciopero dei giocatori). Nel 1988 subì un infortunio a una caviglia che lo limitò a sette presenze (quattro come titolare). Nel 1989 passò al ruolo di inside linebacker, dopo avere passato tutta la carriera come outside linebacker. Nell'ultima stagione da professionista disputò tutte le 16 partite, di cui 10 come partente.